# Rover (bilmærke)
 For alternative betydninger, se Rover. (Se også artikler, som begynder med Rover)
Rover var et britisk bilmærke, oprindelig et selvstændigt selskab. 2000-2005 indgik Rover i MG Rover Group. Efter gruppens konkurs havde Rover haft skiftende ejere men ejes fra 2000-2005 af indiske Tata Motors.

## Modeller
- Wikimedia Commons har flere filer relateret til Rover (bilmærke)

| Firma | Spire Denne artikel om et firma eller en virksomhed i Storbritannien er en spire som bør udbygges. Du er velkommen til at hjælpe Wikipedia ved at udvide den. |